# Польская зона оккупации Германии
Польская зона оккупации Германии — часть британской зоны оккупации, созданной союзниками по антигитлеровской коалиции в июле 1945 года в соответствии с решениями Ялтинской конференции. Премьер-министр Великобритании Черчилль 31 мая 1945 года поручил британскому военному министерству создать из солдат 1-й бронетанковой дивизии и 1-й отдельной парашютной бригады польских вооружённых сил на Западе оккупационный корпус в Эмсланде.
Зона занимала площадь в 6500 км² в районах Германии, граничащих с Нидерландами: районы Ашендорф, Меппен и Линген, и графства: Бентхайм, Берзенбрюк и Клоппенбург, в том числе города Папенбург, Меппен, Линген и Клоппенбург в Нижней Саксонии и (некоторое время) Лер в Восточной Фрисландии.
Зона существовала до осени 1948 года. С осени 1946 года польская армия стала покидать польскую оккупационную зону. В сентябре 1947 года британские оккупационные власти официально передали власть в зоне в руки немцев. В следующие месяцы всё больше поляков покидало зону оккупации. Последняя польская семья уехала в августе 1948 года. 10 сентября 1948 года район снова стал немецким.

## Предыстория и первые идеи о создании польской зоны оккупации

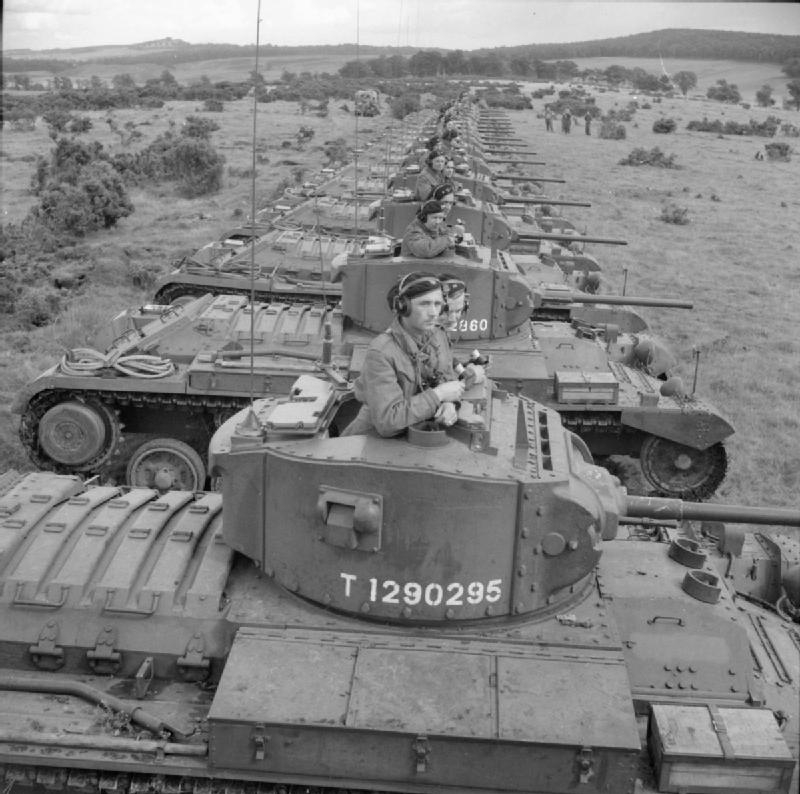
Польские танки в Шотландии

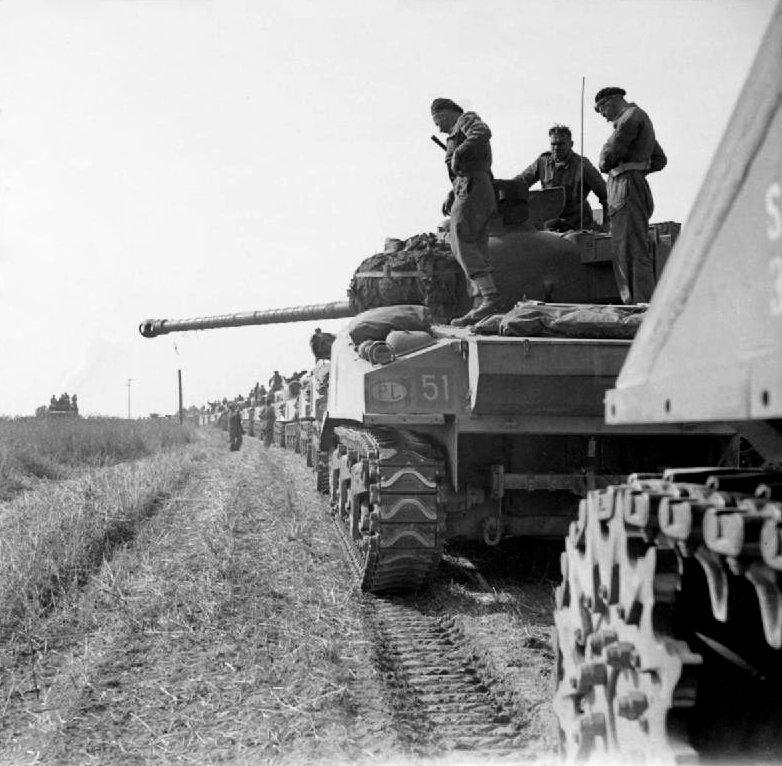
Танкисты генерала Мачека в Нормандии

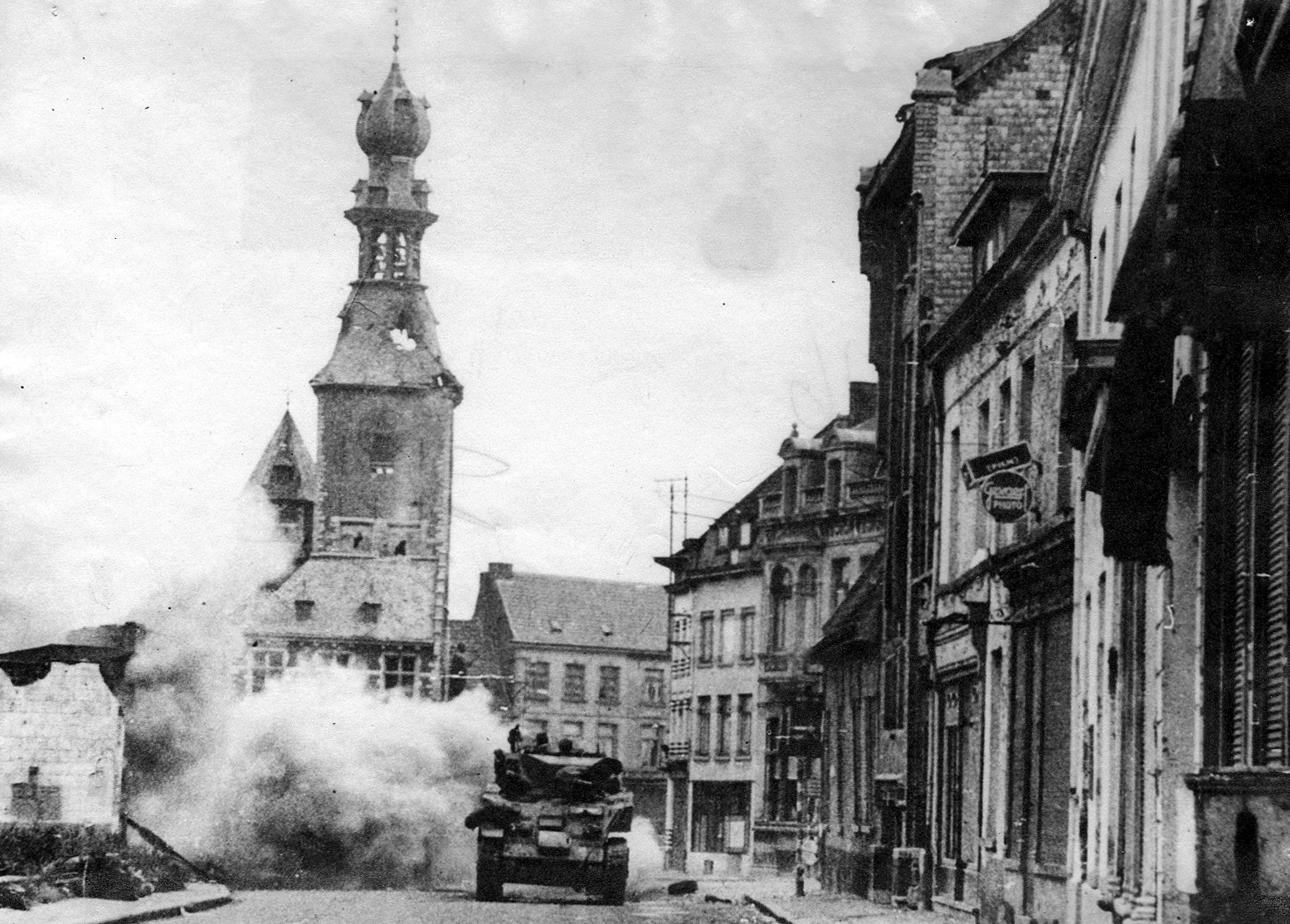
Уличные бои польских танкистов в Бельгии

Польский флаг над занятым Вильгельмсхафеном

Сама идея о выделении Польше её собственной зоны оккупации в Германии появилась ещё в 1942 году, когда в штабе Верховного главнокомандующего польских сил на Западе был подготовлен меморандум о послевоенных польско-германских отношениях. В этом меморандуме были в подробностях представлены конкретные этапы польской оккупации Германии, её границы и специфика этого плана.
Существовали различия в определении районов, которые Польша должна будет оккупировать, и тех, которые будут включены в состав Польши после завершения войны. В 1942 году война пока ещё не была выиграна, но это не помешало польским штабам планировать послевоенную ситуацию. Штабы действовали, исходя из характерного для довоенного польского штабного планирования принципа — быть готовыми к возникновению любой ситуации. Это дало в нужный момент материалы для немедленного претворения в жизнь решений, которые были уже приняты, что позволило избежать хаоса и дать людям чёткие планы действия в ежечасно меняющейся ситуации.
Меморандум был передан верховному главнокомандующему генералу Владиславу Сикорскому. Однако его рассмотрение было отложено, а после гибели Сикорского им никто всерьёз не занимался.
Через год Инспекция Военного совета подготовила подробные инструкции относительно будущей оккупации Германии, включая план увеличения польских вооружённых сил с помощью мобилизации поляков в Германии. Стратеги рассчитывали по меньшей мере на три миллиона польских военнопленных и польских подневольных работников, из которых около полумиллиона были годными для призыва на военную службу.
25 февраля 1942 года под командованием Верховного главнокомандующего войск союзников была создана 1-я польская бронетанковая дивизия. Командиром 1-й бронетанковой дивизии был опытный генерал Станислав Мачек. Он родился в городке Щерцец, недалеко от Львова, в семье хорватского происхождения. Свои хорватские корни он никогда не акцентировал, но всегда упоминал о своём львовском происхождении, а также о том, что его жена Зофия родом из Станиславова. Первоначально дивизия базировалась в Шотландии и там охраняла 200-километровый участок побережья от ожидаемой германской высадки, а в конце июля 1944 года в несколько этапов была доставлена в Нормандию, где 8 августа вступила в бой в составе 1-й канадской армии. В ходе кампании во Франции и Бельгии подразделение отличалось высокой боеспособностью и оперативной эффективностью. Всеми делами дивизии управлял из своего командного танка под названием «Хела» лично генерал Мачек, которому за заботу о солдатах дали ласковое прозвищем «Баця» (Отец). 29 октября в Нидерландах подразделение освободило большой город Бреда в Северном Брабанте. Благодарное население города было вне себя от счастья, и польских солдат практически носили на руках. В начале апреля 1945 года дивизия вошла на территорию Германии, с боям продвигаясь к городу Вильгельмсхафену — крупнейшему морскому порту германских ВМС. Гарнизон Вольгельмсхафена не оказал стойкого сопротивления и капитулировал перед польской дивизией. Через час генерал Мачек стал ответственным за хранение: 3 крейсеров, 18 подводных лодок, 215 небольших военных судов и вспомогательных кораблей, 94 крепостных и 159 полевых орудий, 560 станковых и 370 ручных пулемётов, 40 000 винтовок, 280 000 артиллерийских снарядов, 64 миллионов единиц патронов, 23 000 ручных гранат, многочисленных складов торпед и морских мин, а также трёхмесячных запасов продовольствия для 500 000 солдат. Конец войны застал дивизию в Вильгельмсхафене, откуда она была переведена в так называемый Эмсланд, часть Нижней Саксонии в устье реки Амми (немецкий Эмс), недалеко от германско-голландской границы.
Харен капитулировал уже в начале апреля. Местные жители запомнили, как канадский разъезд разведчиков на бронемашине обстрелял городок. Несколько домов загорелось, два снаряда попали в башню костёла св. Николая, возвышавшуюся над городом. Монашка Кунегунда вывесила в окне большой белый флаг, чтобы союзники уверились, что городок не стоит штурмовать. Харен избежал разрушений, а вот несколько окружающих деревень, в которых немцы попробовали обороняться, сильно пострадали от пожаров. Местные жители также запомнили вкус шоколада, которым солдаты союзников угощали местных детей. 4 мая 1945 года в Люнебурге были подписаны соглашения о частичной капитуляции северной Германии.
Первоначально генерал Мачек и его подчинённые в знак признания их заслуг получили под свой контроль район Вильгельмсхафена. Когда же капитуляция Третьего рейха стала свершившимся фактом, Германия была разделена на четыре зоны оккупации. Из британской зоны был выделен участок площадью 6,5 тысяч км² у нидерландской границы, переданный под контроль поляков. Так в северо-западной Германии появилась польская зона оккупации. Поляки стали только вспомогательной оккупационной властью, поскольку ответственность за политические решения и административные вопросы по-прежнему лежала на британцах.

## Освобождение поляков из лагерей и создание зоны

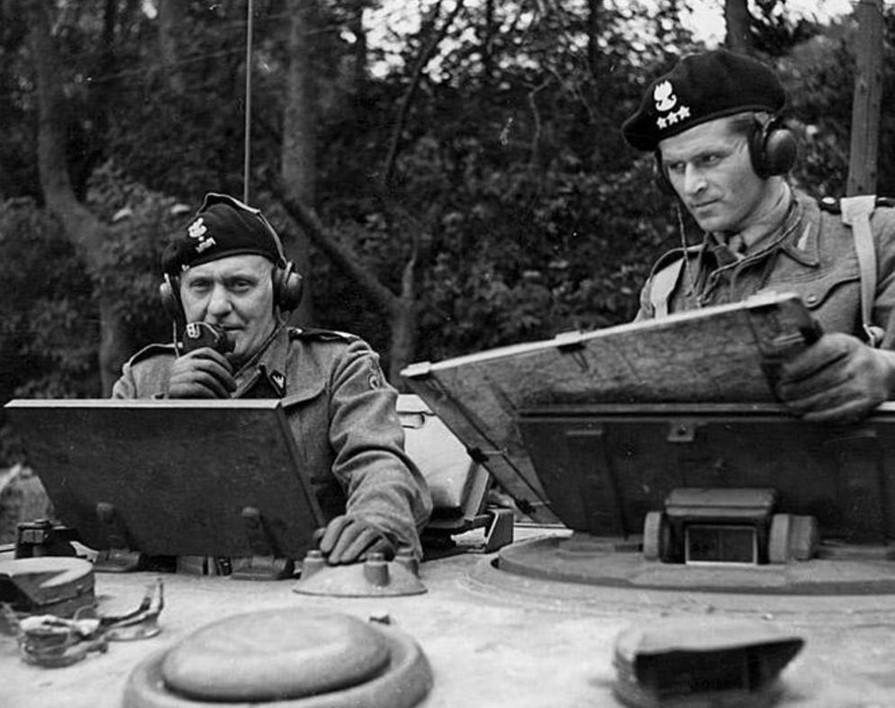
Генерал Мачек на своём танке

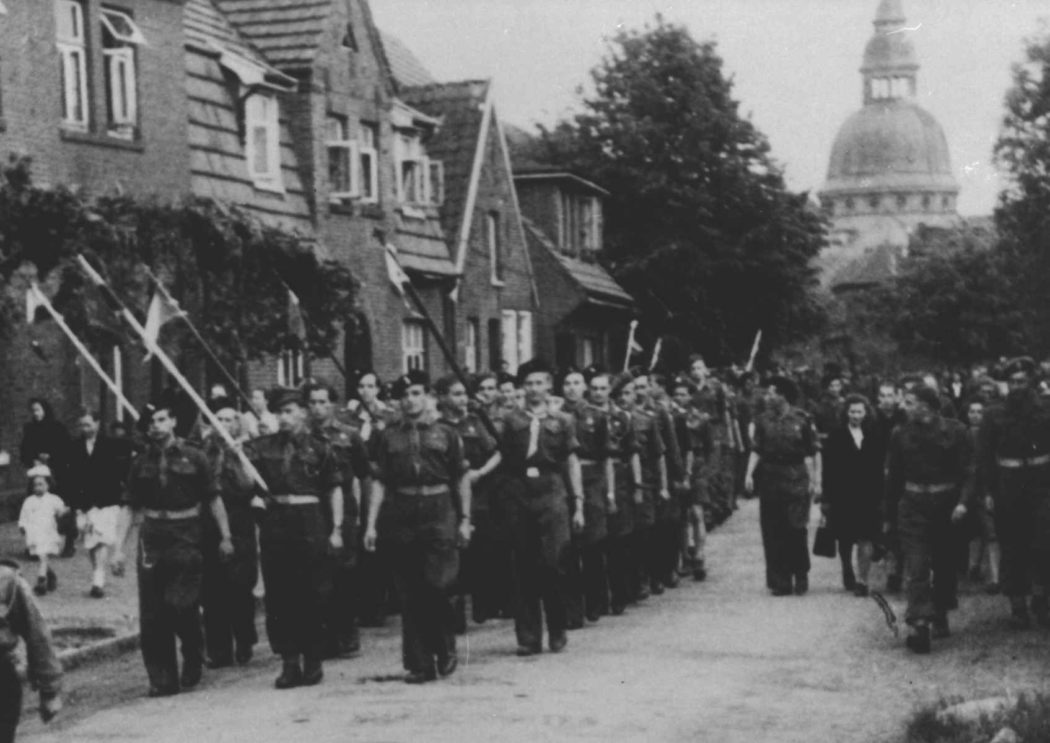
Польские парашютисты входят в Харен

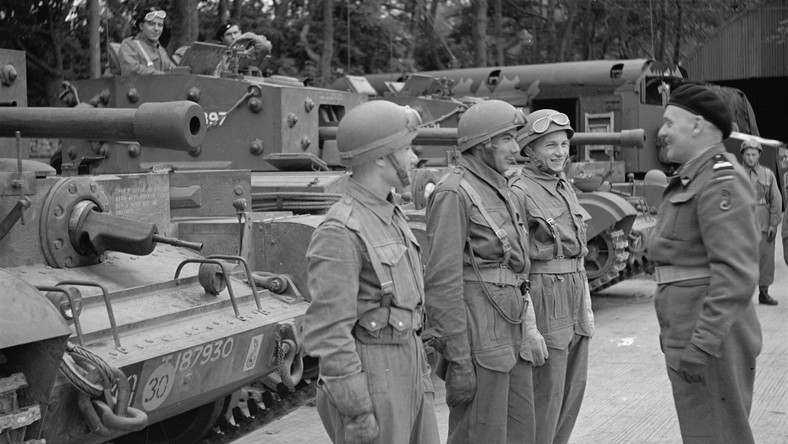
Генерал Мачек со своими танкистами

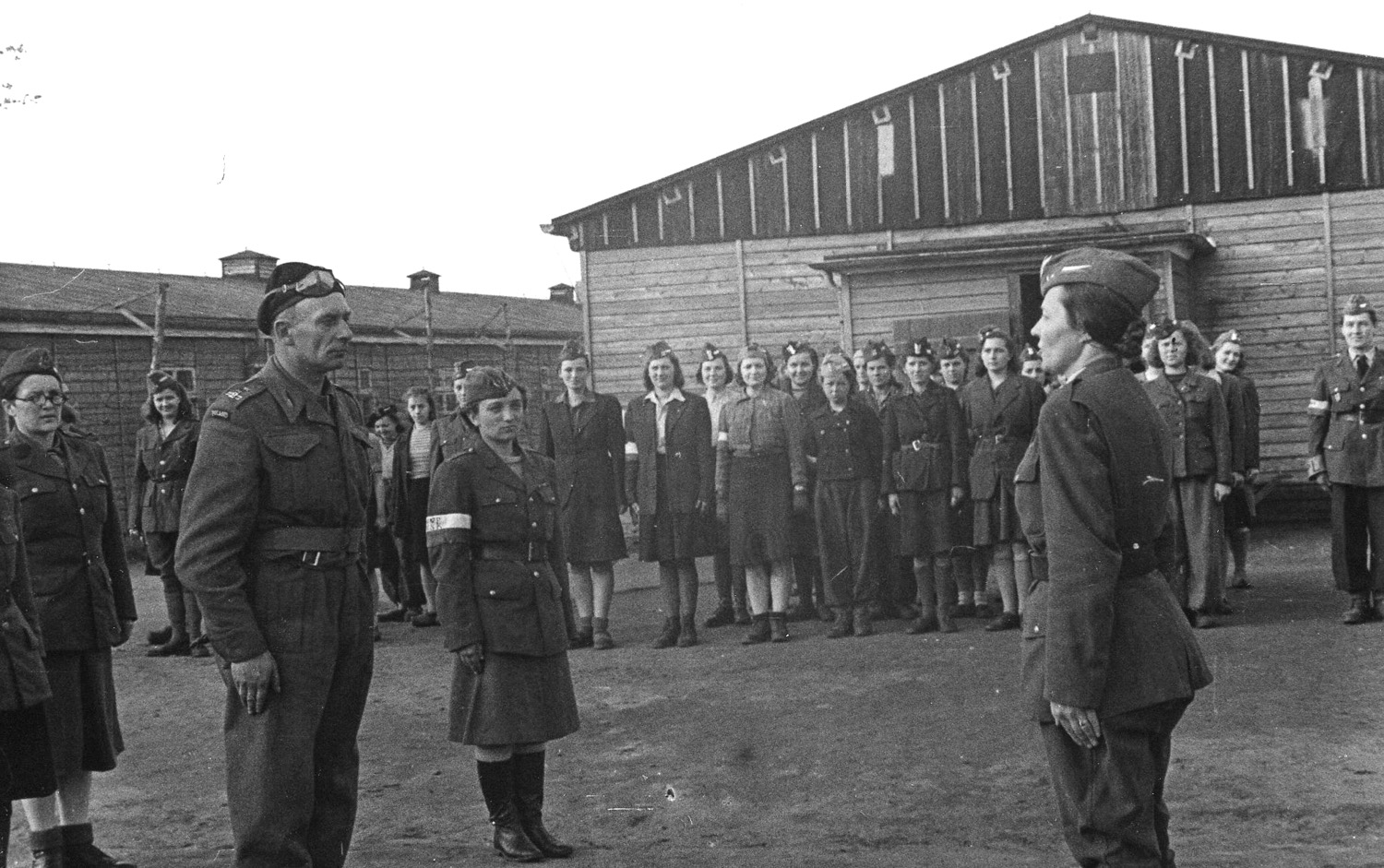
Освобождение заключённых в лагере Stalag VIc

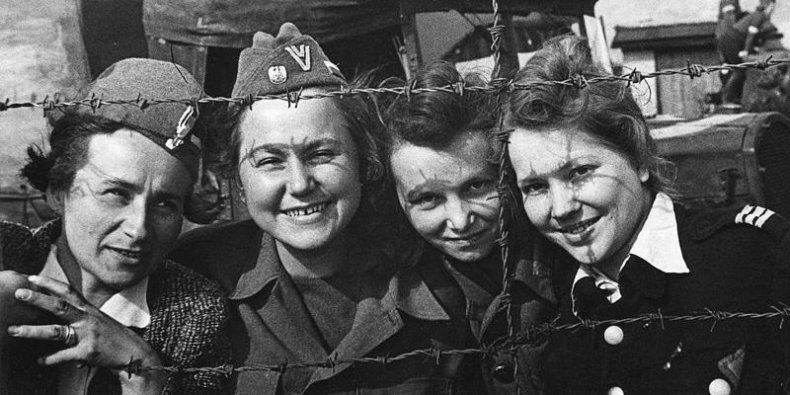
Освобождённые варшавские повстанцы в лагере Stalag VIc

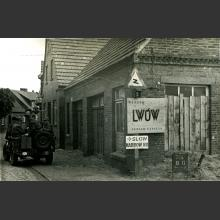
Харен переименован во Львов

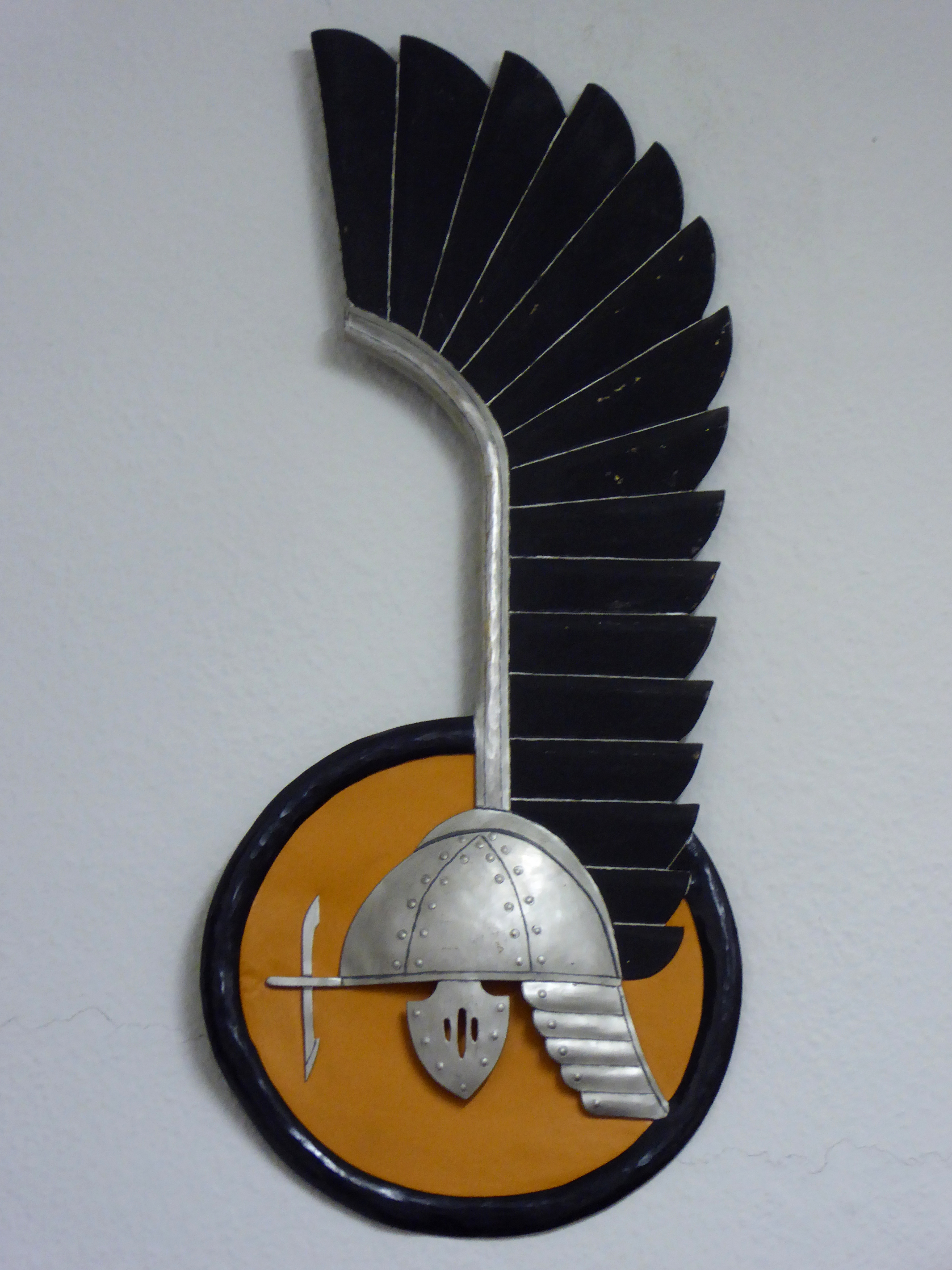
Знак дивизии генерала Мачека. Ныне эмблема 11-й бкд Польши

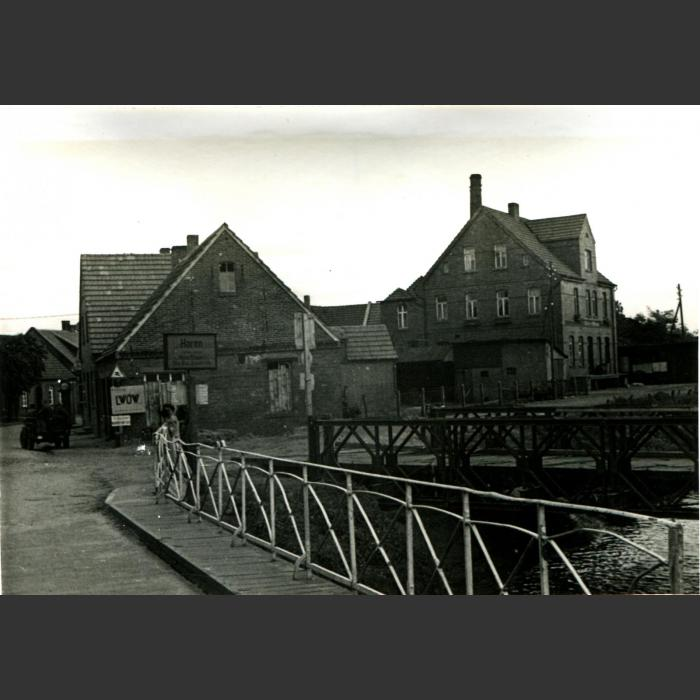
Харен переименован во Львов, затем в Мачков

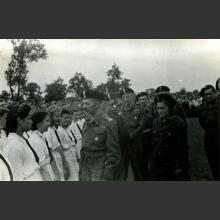
генерал Тадеуш Бур-Коморовский посещает Мачков

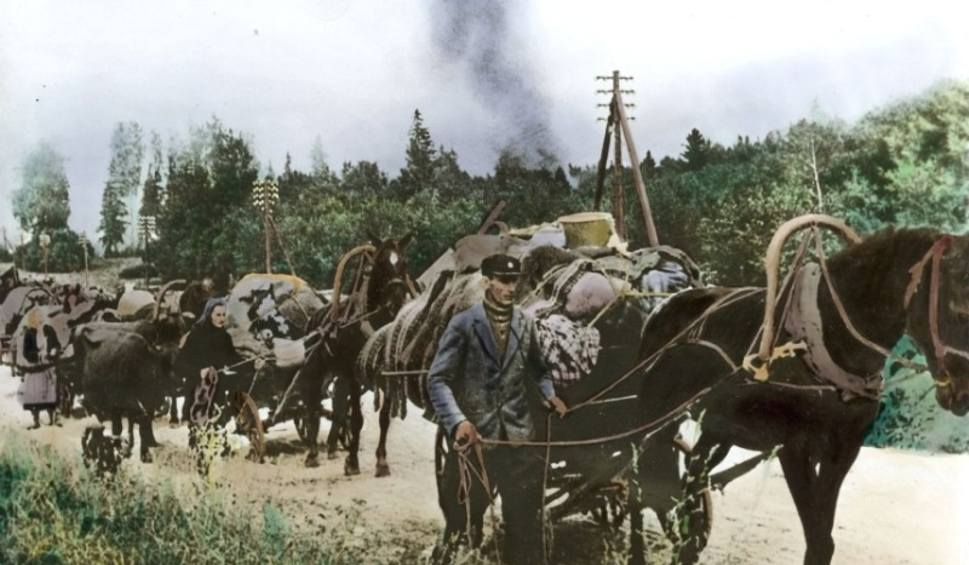
Выселение немцев

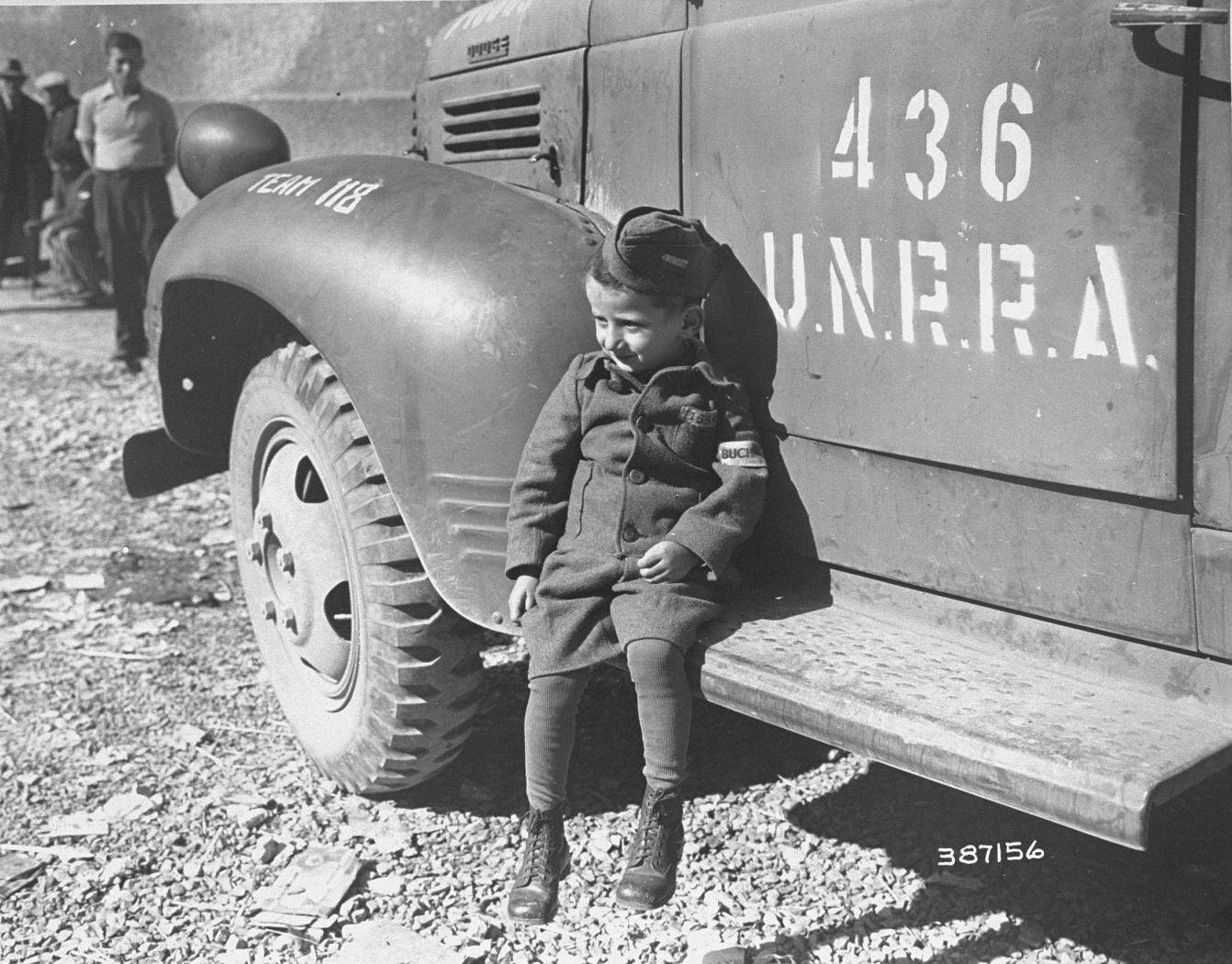
Четырёхлетний Йосеф (Янек) Шлайфазштайн (позднее Иосиф Шлейфштейн) бывший узник лагеря Бухенвальд около машины UNRRA

19 мая 1945 года солдаты 1-й бронетанковой дивизии генерала Станислава Мачека заняли территорию Эмсланда.
История поляков в Эмсланде началась уже в октябре 1939 года, когда около 10 000 польских военнопленных были доставлены в местные лагеря. Многие из них были перевезены в другие районы рейха для выполнения различных каторжных работ, и в 1940 году прибыли новые транспорты польских военнопленных. В это же время были привезены и польские гражданские заключённые, с 1942 года их число увеличилось после введения нового специального уголовного закона для Польши.
Одна из последних групп была доставлена незадолго до окончания войны, в декабре 1944 года, и включала более 1700 женщин, которые участвовали в Варшавском восстании в качестве солдат, курьеров, радисток и медсестёр. Они были помещены главным образом в лагерь Stalag VI C в Оберлангене. Многочисленные сообщения этого периода рассказывают о трудных условиях содержания под стражей, но в то же время о большой степени самоорганизации женщин, которая в значительной степени формировала повседневную жизнь в неволе.
По окончании войны в Германии находилось более 7 миллионов подневольных рабочих и военнопленных из разных стран и из разных армий. Союзники называли их «dipis», от английского произношения двух букв DP (di-pi) — перемещённые лица, или лица, вывезенные из их постоянного места жительства. С мая по август 1945 года было репатриировано около 6 миллионов DPs, в основном из Западной Европы и Советского Союза. Советский Союз ещё в октябре 1944 года добился от союзников разрешение на передачу всех советских граждан в СССР после завершения войны, без их согласия на такое перемещение. По окончании войны союзники передали советских граждан в распоряжение Красной Армии.
После отправки советских граждан в СССР нарком иностранных дел В. М. Молотов добивался у союзников выдачи СССР также поляков из Восточных Кресов — территории, присоединённой к СССР после событий в Польше в сентябре 1939 года, — как советских граждан. Но в этом случае союзники ответили отказом. Возможно, это произошло, поскольку поляков уже охраняла 1-я бронетанковая дивизия, с которой никто не хотел связываться. Другие народы областей, присоединённых к СССР, столкнулись с серьёзными проблемами. Те из литовцев, латышей, белорусов и украинцев, кто не желал возвращаться в Советский Союз, уклонялись от депортации, притворяясь поляками, и просили поляков о помощи. Некоторые поляки сами хотели вернуться в Польшу, по сути, под советскую власть, но таких было мало. «Мы были горько разочарованы», — рассказывала пани Лер-Сплавиньская, которая сегодня живёт в Вене. — «Мы на самом деле думали, что после войны вернёмся в свободную Польшу, но там сидели Советы, это была вторая оккупация».
Командование 1-й дивизии представило командованию 1-й канадской армии проект создания польского анклава в Эмсланде, где можно было бы собрать поляков со всей Германии. Это были в основном люди, сильно пострадавшие от войны — больные, измученные, искалеченные, истощённые и часто полуголые. Командующий 1-й канадской армии генерал Гарри Крирар и его начальник, командир 21-й группы армий маршал Бернард Монтгомери, не возражали против этого плана. Премьер-министр Черчилль дал согласие на создание польского анклава и 31 мая 1945 года поручил британскому военному министерству создать из солдат 1-й бронетанковой дивизии и 1-й отдельной парашютной бригады оккупационный корпус в Эмсланде. После создания анклава британские военные коменданты начали переселять польских DPs из различных британских лагерей в Эмсланд. В управляемом поляками Эмсланде дипи перешли на попечение солдат из 1-й дивизии и организации UNNRA. Штаб 1-й бронетанковой дивизии разместился в Меппене, а штаб 1-й отдельной парашютной бригады в Берзенбрюке.
Занимаемая поляками зона, ставшая известной как польская оккупационная зона, состояла из граничащих с Нидерландами районов Ашендорф, Меппен и Линген и графств: Бентхайм, Берзенбрюк и Клоппенбург, включая города Папенбург, Меппен, Линген и Клоппенбург в Нижней Саксонии и некоторое время Лер в Восточной Фрисландии. Вся территория польской оккупации занимала площадь в 6500 км². Ещё до прихода в эту область польских войск там было много поляков — подневольных рабочих, военнопленных и даже 1728 женщин — солдаток армий варшавских восстаний, которые находились в лагере Stalag VI C в Оберлангене. 12 апреля лагерь Оберлагер был освобождён небольшой группой 2-го дивизиона 1-й польской бронетанковой дивизии. Крестьянин указал солдатам дорогу к лагерю, где содержались польские женщины.
Согласно работам профессора-историка Яна Рыдля, ответственного за культуру и науку при польском посольстве в Берлине, в 1944—1945 годах в окрестностях Эмсланда находилось не менее 48 тысяч поляков, включая солдат союзников. Ещё к 12 апреля весь Эмсланд был с боем занят войсками союзников. В тот же день части 2-го бронетанкового полка подполковника Станислава Кошутского освободили Оберланген. «Вдруг рухнули ворота и в лагерь въехал танк. Сначала мы подумали, что это англичане, но потом увидели польские погоны у офицеров. Мы не верили собственным глазам», — вспоминала позже Анна Лер-Сплавиньская, одна из заключённых в лагере для солдат Армии Крайовой.
Для солдат дивизии освобождение лагеря тоже имело большое значение. «Мой самый дорогой трофей тех дней — это кусок дерева, а на нём три бляшки: наша эмблема, надпись Мачков, а на третьей — 22 июня 1945. Это подарок от девушек из АК, сосланных в Оберланген», — говорил генерал Мачек в интервью, которое дал изданию «Przegląd Tygodniowy» в 1988 году.
«Никто при здравом уме не мог себе представить, что именно в этих местах будет польская зона оккупации», — добавляет пани Анна Лер-Сплавиньская.
Поляки с эйфорией реагировали на вновь обретённую свободу. «Тюремные ворота открылись, и первые 24 часа привыкания к свободе заняли несколько недель», — говорил польский писатель Тадеуш Новаковский, который провёл два года в Мачкове. И добавлял, подмигивая: «Девушки из Оберлангена скоро потеряли свободу — на этот раз добровольно».
Британцы продолжали присылать новых польских DPs. В январе 1946 года было организовано 15 лагерей для польских DPs, 5 лагерей для польских военнопленных и один лагерь для беженцев из стран Балтии. В эту зону направлялись поляки из всех концов Германии, куда доходили новости о ней. Они шли пешком, прицеплялись к поездам, иногда они могли попросить английских или американских солдат позволить им сесть в военный грузовик. Сначала польские оккупационные власти размещали новичков в пустых лагерных казармах, оставшихся после репатриации французов и голландцев. Однако вскоре казармы заполнились, а новые поляки не переставали прибывать. В результате немецкое население было депортировано, а польское расселено на освободившиеся место — польские семьи или матери с детьми в основном в домах, оставленных немцами, а так называемые синглы (с английского — одиночки, не имеющие ни супруга, ни семьи) — в дачных домиках и бараках. К августу 1945 года на территории оккупационной зоны находилось до 40 тысяч DPs — после репатриации советских граждан и французов это в основном были поляки. По расчётам, иностранцы составляли в Нижней Саксонии до 6 % населения.
В книге «Bajdy na resorach» (Warszawa 1971) приведены воспоминания Томаша Доманьского, солдата Армии Крайовой:

Свобода приехала в наш лагерь на колёсах — после пережитого во время Варшавского восстания, в пересыльном лагере в Гроссборне, и позднее в Сандбоштелле, близ Бремена — свобода просто приехала на колёсах. Англичане, в касках, похожих на тарелки для второго блюда, подъехали на разведывательных машинах (Scout-car) к самому лагерю. (…) Мы увидели странную армию — армию без пехоты. Позже мы смогли увидеть ещё более странную армию — американскую. (…) Пехота как таковая была, но она передвигалась на грузовиках, транспортёрах, мотоциклах. Это нам понравилось, ведь главным атрибутом, который мне всегда приходил на ум при воспоминаниях об армии, были сапоги. (…)
Едва я удалился на пару километров, как мне встретился джип, в котором рядом с водителем сидел элегантный офицер, с чёрной нашивкой на плече со словом «Poland». Остановившись я заговорил с ним по-польски и… сразу же мы поехали. Поручик Олизар из роты опеки 1-й бронетанковой дивизии Мачека как раз искал таких, как я, и именно с этой целью и приехал из Вильгельмсхафена в лагерь, в котором по его сведениям сидели поляки. Похоже, я стал проводником поручика Олизара и приехал в дивизию, в числе первых, на том самом джипе(…)— 
Немецкий публицист Юрген Хобрехт пишет о «полной суматохе», вызванной ростом числа перемещённых лиц: — Ещё до прихода польских солдат [здесь] были тысячи польских рабочих и заключённых, и вскоре британцы стали привозить всё больше и больше DPs. Хобрехт оценивает количество поляков, остающихся летом 1945 года в районе Эмса, в 60 000 человек, поэтому вскоре появилась проблема их размещения. В ускоренном режиме было организовано 15 лагерей для польских репатриантов и пять лагерей для военнопленных. Между тем новости о кусочке «независимой Польши» распространяются как лесной пожар по всей Европе. Многие поляки переехали в Нижнюю Саксонию. Оккупационные власти разместили их в пустых домах и квартирах, оставленных перемещёнными лицами из Нидерландов и Франции. Свободные здания вскоре заполнились, а число прибывавших всё росло.
Ян Рыдель говорит, что эта история отличается от всех остальных: «Это необычная смена ролей в немецко-польской истории. Кроме того, речь идёт не о спорных областях, а об исторически немецкой земле».
В июле 1945 года положение польской армии в изгнании ухудшилось. Незадолго до конференции союзников в Потсдаме англичане отказались от признания лондонского польского правительства в изгнании и признали просоветское правительство в Варшаве. Давление на польский анклав в Эмсланде усилилось. Бронетанковая дивизия несколько раз отправляла автоколонны в Краков с едой и одеждой из армейских запасов без ведома властей Польши. На обратном пути солдаты, чьи транспортные средства были отмечены эмблемами UNRRA, привозили родственников и других беженцев в Эмсланд. Только в 1946 году из зоны коммунистического влияния в анклав прибыли 900 поляков.
Великая эвакуация немцев началась 19 мая 1945 года. Она осуществлялась по различным правилам, в зависимости от решений местных польских властей. Например, в Папенбурге немцы были выселены из 257 домов, но им разрешили остаться в городе и жить в собственных сараях, конюшнях и амбарах. Сначала немцам пришлось покинуть деревни Тунхдорф и Бокель. 19 мая бургомистр Герман Вихерс получил распоряжение о высылке всех немецких жителей Харена. На несмелые попытки протеста бургомистр отвечал словами, что всё уже решено, напоминая, что в домах требуется оставить всю мебель и кухонные принадлежности. Немцы могли взять с собой только одежду, бельё, постельные принадлежности и дорогостоящие предметы, но весь инструмент требовалось оставить. Кровати, шкафы, столы, печи и другую мебель тоже. Требовалось также оставить все те вещи, которые могли потребоваться новым жителям. Поляки не имели при себе ничего. Требовалось также приготовить и оставить еду на несколько дней.
Немцы пробовали идти на хитрости — укрывали мебель под ворохами одежды, или вывозили фарфоровые сервизы — но польская жандармерия проверяла всё, что вывозилось из города. На «рогатках» и контрольных пунктах складировались конфискованные предметы.
До 28 мая 3,5 тысячи жителей Харена должны были покинуть город. Ни при каких условиях они не могли возвращаться в Харен. Если немцу надо было проехать через город, то он должен был получить специальный пропуск (Passierscheine) и передвигаться только по специально указанным улицам. Немцы выселялись в 30 соседних сельских коммун. Только бургомистр с семьёй и монашки, работавшие в польской службе здоровья при больнице св. Франциска, получили разрешение остаться. На бургомистра были возложены обязанности по сохранению немецкой администрации и вопросы по делам немецких жителей, но трудно представить себе их исполнение, поскольку немцы должны были быть расселены по целым тридцати соседним сельским коммунам. Бургомистр также отвечал за оформление для немцев пропусков для движения через город и обеспечение бывших жителей города всем необходимым. В городской хронике было отмечено, что для Харена начались «самые чёрные дни». В дальнейшем этот период получил название «Polenzeit» (время поляков). Перспективы тех, кто после долгих лет войны наконец-то обрели свой дом, были совершенно другими. Всего было освобождено 514 домов, 3050 человек стали бездомными.
Вскоре более 5000 поляков оказались в Харене, освобождённом от немецкого населения. Так как большинство из них были из Львова, а также из Львовского и Станиславовского воеводств, они официально изменили название города с немецкого Харена на Львов. Главные улицы города также получили новые имена, напоминающие Львов: Академическая, Лычаковска, Легионов. Это встретило немедленную и очень шумную реакцию советской дипломатии, которая стала требовать не только изменения названия города, но и полной ликвидации польской оккупационной зоны в Эмсланде. Под этим давлением англичане попытались повлиять на поляков, чтобы они изменили название города на какое-либо другое. В это дело был вовлечён сам генерал Тадеуш Бур-Коморовский. В июне 1945 года генерал прибыл в Харен-Львов. В результате вмешательства генерала 23 июня 1945 года Львов был переименован в Мачков (пол. Maczków), в честь командующего 1-й бронетанковой дивизией генерала Мачека. Мачков получил новый герб, в который вошли цветок мака и символ 1-й бронетанковой дивизии: шлем и крыло крылатого гусара.
Огромное значение для организации польской жизни в Мачкове имело создание польской администрации города. Были избраны бурмистр и местный совет из 12 человек. Первым бурмистром Мачкова стал Зигмунт Галецки, вторым — Мечислав Фута. Создан проект новой печати города, на которой был изображён его польский герб.
Основными задачами местных властей было распределение продовольствия, вещей и мест поселения. За общественный порядок в городе отвечали полиция и пожарная служба. Были организованы общие столовые, крайне важные ввиду наличия одиноких и перебоями с поставками продовольствия, получаемого от частников. Снабжением Мачкова в первую очередь занимались военные власти, также принимали участие волонтёрские организации: UNRRA (United Nations Relief and Rehabilitation Agency) и IRO (International Refugee Organisation).
В течение последующих двух лет Мачков был польским городом с мэром, школой, пожарными и польским приходом. Улицы получили польские имена, такие как Армии Крайовой, Ягеллонска, Зигмунтовска, Львовска, Виленская, Польна, Огродова, Коперника, Мицкевича. Главная улица — Lange Strasse — стала улицей Коперника, Emsstrasse — улицей Легионов, Schleusenstrasse — Виленской, Mittelstrasse — Мицкевича, Uferstrasse — Лычаковской.

## Повседневная жизнь в польской зоне оккупации

### Положение польского населения

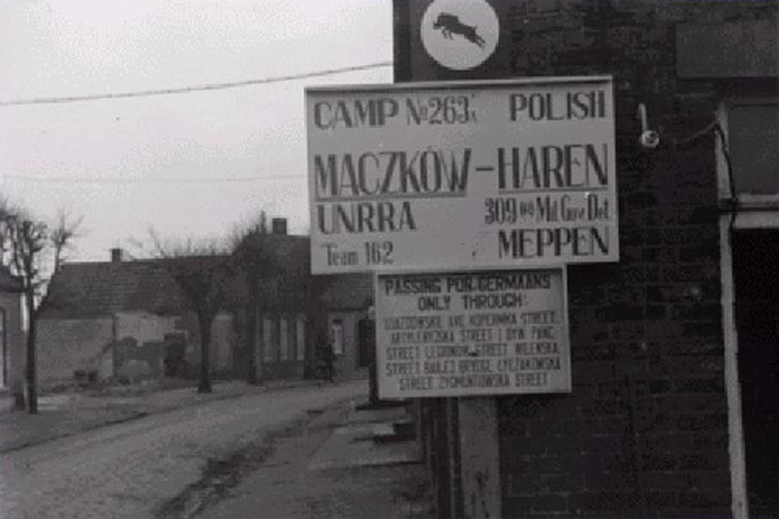
Харен переименован в Мачкув

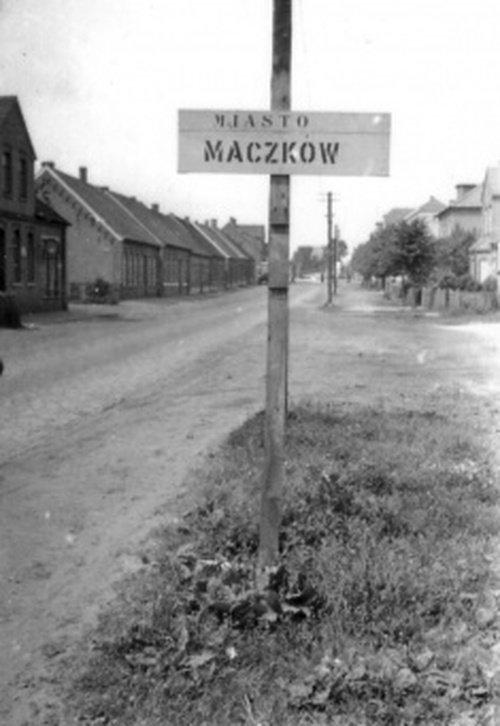
Послевоенный Мачкув

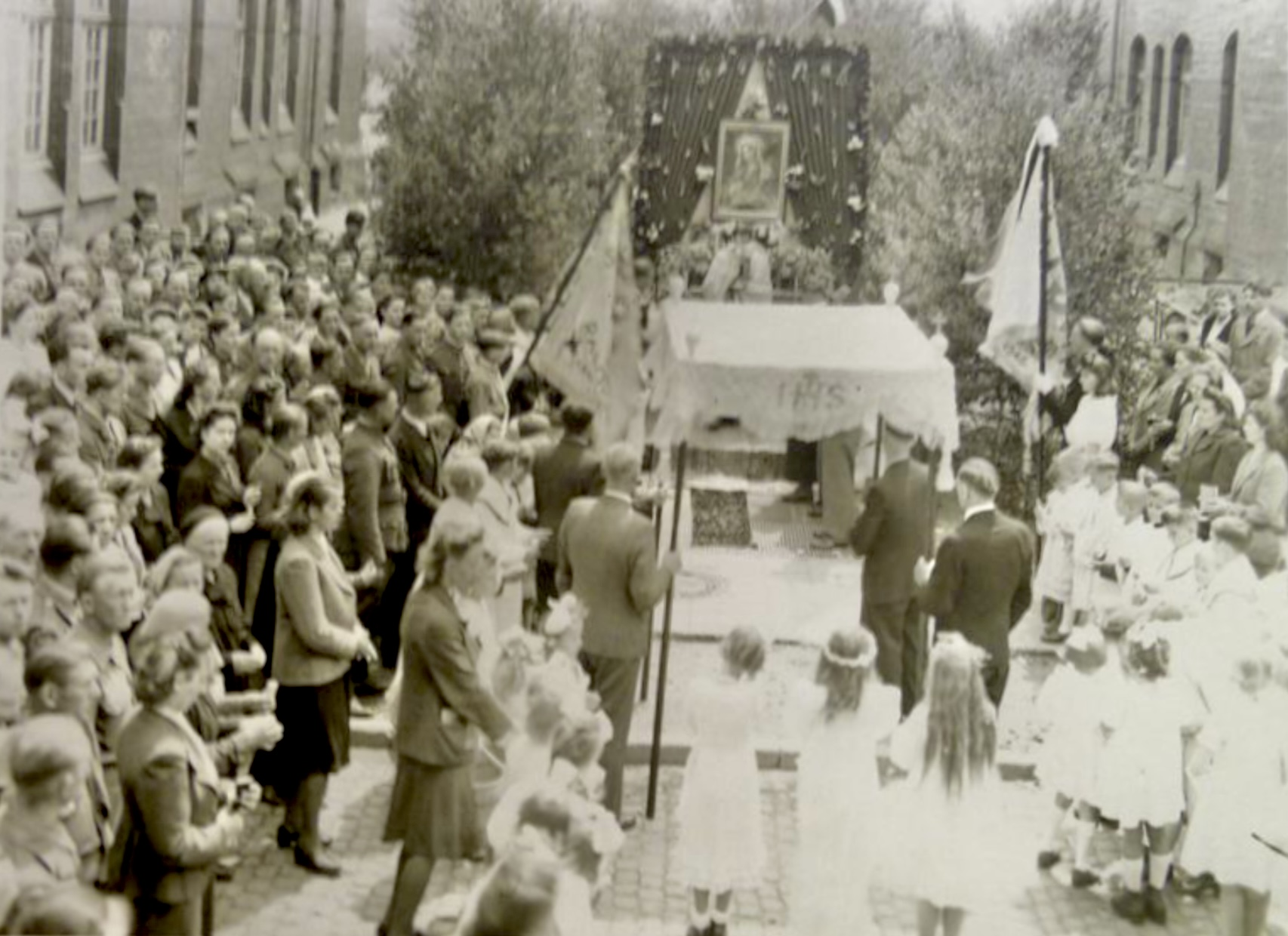
Праздник Божьего тела в лагере DPs. 1946 год

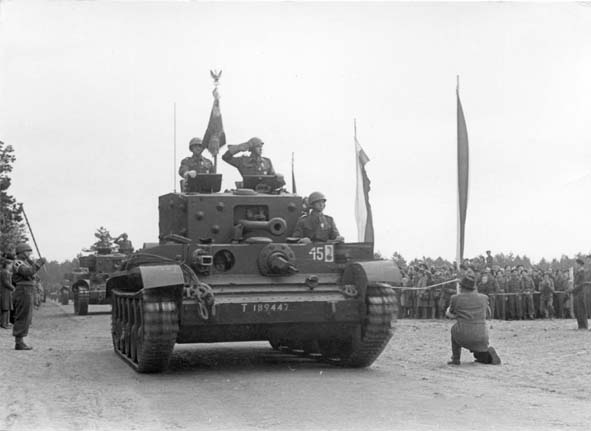
3 мая 1946 года — парад 1-й дивизии в Маппене

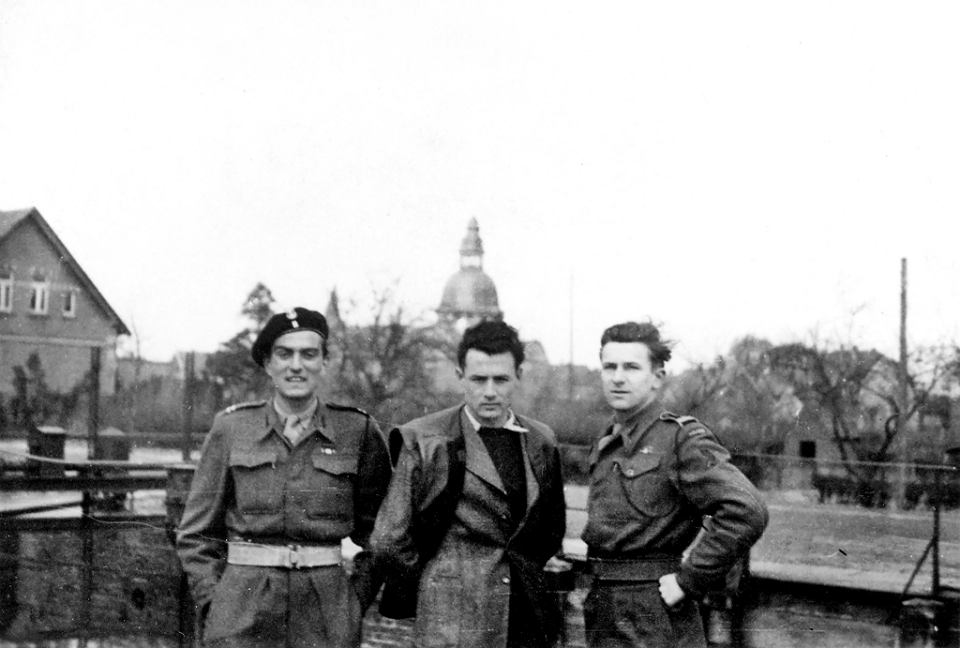
Юзеф Шайна (в середине) в Мачкове

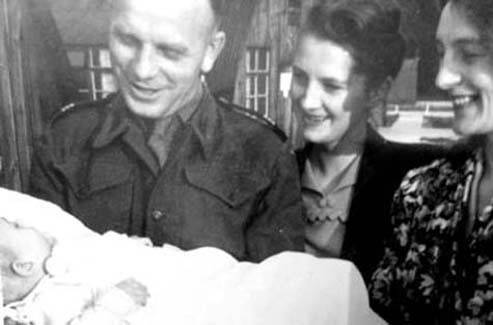
Рождение польского ребёнка в Мачкове в 1948 году

Мачков стал развиваться быстрыми темпами, в основном благодаря удачному подбору жителей. Большая часть польской интеллигенции, преследуемая нацистским режимом, находилась в германских лагерях, и теперь, после освобождения из лагерей, почти в полном составе перешла в польскую зону оккупации. После освобождения из лагеря Бухенвальд в городе нашли убежище много бывших участников польского подполья, в том числе Юзеф Шайна. В городе была создана польская администрация, все улицы получили польские названия. Вскоре открылся спортивный клуб, кинотеатр и два театра. 19 июня 1945 года открылся народный театр им. Войцеха Богуславского, организованный освобождённым из лагеря для военнопленных Леоном Шиллером. Шиллер был одним из тех, кто призывал к возвращению в Польшу. Также были открыты кукольный театр и фабрика игрушек.
Охотно читалась пресса, издаваемая DPs и польской дивизией. Официальным печатным изданием собственно Мачкова являлся «Tygodnik Polskich Sił Zbrojnych w Niemczech» (выходил до мая 1947 года, то есть до перевода дивизии в Великобританию, всего вышло примерно 90 тысяч экземпляров). В город из Варшавы также поступало издание «Repatriant», которое, однако, не пользовалось большим успехом. Это издание не уважали за чрезмерно пропагандистский тон и призывы к возвращению в Польшу, а также поступающие слухи об условиях жизни в Польше.
Харен-Мачков стал полностью польским городом. Но всё же выселенные немецкие жители знали, что происходило в городе под польским режимом. Им разрешалось въезжать в город со специальными пропусками, которые выдавались по веским причинам, например медицинского характера. При этом церковь Св. Мартина, огромная церковь, построенная в первое десятилетие XX-го века в неоклассическом стиле, также известная как Эмсландский собор, оставалась закрытой для немцев. Поляки, будучи набожными католиками, сами пользовались церковью и со скрупулёзностью содержали церковные книги.
Польские ксендзы быстро организовали религиозную жизнь общины. В Мачкове размещался самый большой из переселенческих приходов (парафий) римско-католической церкви. В приходе работали сразу четыре польских ксендза (обычно в парафии служит только один ксёндз). Они разделили между собой вставшие перед ними задачи. Двое из них отвечали за регулярное проведение месс и других молитвенных мероприятий, а также за Святые Дары. Третий проводил занятия по религии в школах и руководил воскресной школой. В свою очередь четвёртый занимался делами опеки, духовной поддержкой людей, так сильно пострадавших за годы войны. По некоторым воспоминаниям, среди DPs был также и раввин, но документов о проведении иудейских богослужений не сохранилось.
Одной из самых больших проблем DPs было отсутствие занятости. Они не могли найти работу на немецких предприятиях — только в лагерях DPs или в вооружённых силах союзников, но и это было не всегда возможно.
Большинство людей, пригодных для работы, находили её в лагерях. Это были различные виды деятельности: от задач администрации до вывоза мусора (в Эмсланде только 10-15 % людей нашли работу в подразделениях сил союзников).
Ещё одной формой занятий DPs была организация учебных курсов или курсов повышения квалификации, которым помогали оккупационные власти и волонтёрские организации. Прежде всего, принималась во внимание бывшая профессия. В Мачкове было также 7 семинаров, в том числе по подготовке портных, мастеров по изготовлению игрушек и часовщиков. Работа в автомобильной мастерской была очень популярна. Там была возможность получить водительские права. Продукты, произведённые на семинарах, за небольшую плату продавались всему сообществу DPs.
Проведение мероприятий на свежем воздухе, даже в форме участия в курсах, позволило провести психологическую разгрузку, подготовиться к самостоятельной жизни после ухода из города. Как показывают статистические данные, многие жители Мачкова не могли найти работу. По данным марта 1947 года в Мачкове насчитывалось 4443 человека, из которых 2876 человек были способны работать. Из них 896 человек нашли работу, остальные 1980 были безработными (на их долю приходилось 68,8 %).
В 1947 году политика занятости DPs изменилась. Оккупационные власти решили использовать их в немецкой экономике. Таким образом они хотели уменьшить объём бремени и масштабы своей ответственности за судьбу этих людей. Однако DPs сопротивлялись новой политике и с большой неохотой шли на работу к немцам. Они должны были получать зарплату в немецких марках, которые не могли обменять на иностранную валюту. Кроме того, им не разрешалось покупать ценные вещи, а в случае репатриации они не могли забрать деньги. Некоторые из них в течение двух лет были заняты в подразделениях британской армии Рейна.
В городе действовали кинотеатр, библиотека с читальным залом, салоны. Большой популярностью пользовались увеселительные места. Танцевальные вечера проводились три раза в неделю. На них играл специально организованный оркестр.
Мачков посещали охотно различные артисты, прибывавшие в город благодаря помощи польской YMCA и 1-й бронетанковой дивизии. Репертуар выступлений охватывал все возможные направления искусства, от мюзиклов и до балета и кабаре. Перед жителями выступал также известный поэт Константы Ильдефонс Галчиньский. В город над Эмсом приезжал даже цирк. В Мачкове жило много молодых адептов искусства, которые позже, после возвращения в Польшу, со временем получили широкую известность, как например Юзеф Шайна или Норберт Гавроньский, ставший известным архитектором в Амстердаме. В городе творили поэт и музыкант Казимир Свиала и известный органист Книпс.
В июле 1945 года великий Иегуди Менухин с сопровождающим его пианистом Бенджамином Бриттеном дал концерт в Мачкове. О горячем приёме, который устроили для него жители Мачкова, артист упоминал даже спустя много лет. В городе Меппене был открыт польский книжный магазин, имевший удивительный успех среди польских DPs. Книжный магазин продавал 15 — 18 тысяч книг в месяц. Благодаря большому количеству невест и горничных было сыграно необычайное множество свадеб в Мачкове и по всему Эмсланду. Начали рождаться дети. В Мачкове родилось 489 человек. В их свидетельствах о рождении указан Мачков — город, который не найти, который не существует сегодня. Четыре польских священника провели церемонии 289 свадеб, 497 крещений и 101 похорон. Могилы старых польских жителей Мачкова теперь находятся под защитой польского консульства в Гамбурге и местных властей города Харен.
Уже в апреле 1945 года оккупационные власти выделили 100 коек в больнице для нужд поляков в Харене; там работали пять польских врачей и семь медсестёр (сестринские обязанности выполнялись также немецкими монахинями).
В городе было много больных людей. Годы пребывания в лагерях, страдания и тяжёлая работа подорвали их здоровье. Многим больным требовалась немедленная медицинская помощь, хотя бы в амбулаторных условиях. Многие имели проблемы с психикой. В первые недели после освобождения было зарегистрировано много смертей.
Большое внимание было уделено поддержанию санитарии для предотвращения эпидемий (массовое применение порошка ДДТ). Были введены обязательные прививки против тифа, оспы и дифтерии..
Вопреки распространённым слухам, чрезмерного распространения венерических заболеваний среди DPs не наблюдалось. В период с сентября 1945 года по февраль 1946 года в больнице в Мачкове прошло лечение 980 пациентов, только в 16 случаях были диагностированы венерические заболевания (в общей сложности на 4800 жителей).
Важной частью общественной жизни в польской оккупационной зоне были национальные праздники, которые напоминали о родине. Во время одного из них — 3 мая 1946 года — в Меппене был организован военный парад, которому предшествовала полевая месса. В параде участвовали 4-5 машин из батальонов или полков, принадлежащих 1-й бронетанковой дивизии. Это был последний парад, в ходе которого все подразделения «Чёрных дьяволов» выступили вместе.

### Положение немецкого населения

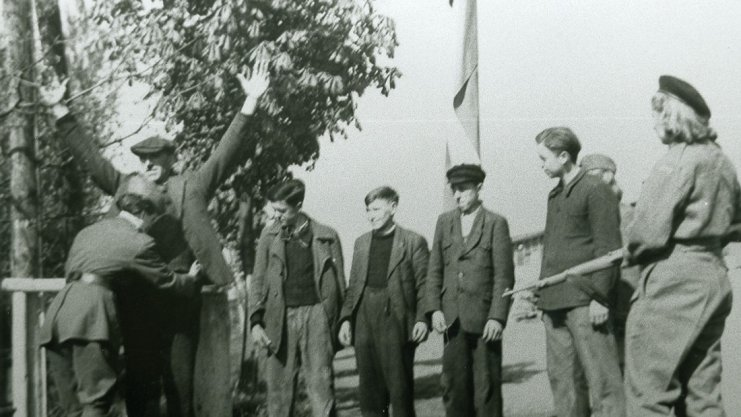
Польские солдаты обыскивают немцев при входе в Мачкув

Немецкое население Эмсленда было в обиде на поляков. Прежде всего немцы не могли простить полякам депортацию и пользование мебелью, инструментами и одеждой, принадлежавших немцам. Однако никто из немцев не пошёл на открытое противостояние с поляками. Польская оккупация носила мирный характер. Поляки, судя по собственному и чужому опыту, с полной серьёзностью ожидали возникновения немецких партизанских отрядов и подрывных групп, но ничего подобного не произошло. Видимо, немцы не испытывали большой привязанности к нацистскому режиму или просто его не любили. Сначала поляки, к большому неудовольствию немцев, пытались на свой лад их прижать. Например, немцы из Мачкова были перемещены, и им даже не разрешили въехать в город. Но сразу же появились исключения. Для немецких мастеров время от времени создавались вакансии в городе. Первоначально на железной дороге в поездах были введены специальные вагоны «Nur Für Polen» (только для поляков), что стало очевидным намёком на ситуацию в оккупированной немцами Польше, где немцы создавали чисто немецкие вагоны «Nur Für Deutsche». Польские военные патрули проверяли, передвигался ли немец в сопровождении поляка, но если немцы путешествовали с поляком, то их не выгоняли из купе. Польские солдаты в Эмсланде заставляли немцев сходить с тротуара, когда они шли навстречу им. Это было ответом на аналогичные правила, введённые немцами для евреев в Польше.
«Чёрный рынок» действовал всё время (рядом была граница с Нидерландами), польские, немецкие и голландские спекулянты принимали равное участие. Тот факт, что этот бизнес был международным и антинационалистическим, заметен невооружённым глазом. На этом сотрудничестве было сделано множество состояний.
У поляков были сигареты, шнапс и кофе, немцы в основном торговали сельскохозяйственной продукцией. Торговля происходила даже в домах Мачкова. Для этой цели немцы получали специальные пропуска. Польская полиция в Мачкове тщетно пыталась предотвратить торговлю. Поляки жаловались прежде всего на высокие цены своих торговых партнёров, но и сами делали хороший бизнес. Поляки перевозили старые военные машины в Голландию и там обменивали их на кофе.
Тем не менее, для немцев вопрос был ясен. Они хотели вернуть свои дома. В письме руководителей ХДС, СДПГ и КПГ в канцелярию главы Нижней Саксонии 18 декабря 1946 года говорится: «Поляки заявляют, что они похищены иностранцами, если это так, то у них есть достаточно возможностей вернуться в свою страну».
Некоторые немцы всё же пытались сопротивляться. В той атмосфере не было места на какие-либо рациональные аргументы, у изгнанных немцев само слово «поляк» будило ненависть. До 1945 года большинство немцев пропускало мимо ушей любую информацию о близлежащих концентрационных лагерях, а теперь жаловались на своё бесправное положение в Мачкове. В 1946 году в Папенбурге и Меппене неоднократно случались драки. По сообщениям заседающих в Ганновере депутатов, в районе Эмсланда происходили «беспокоящие» вещи. Глава Нижней Саксонии, Генрих Вильгельм Копф, заявил в декабре 1946 года: «Поляки из Харена справедливо сетуют, что являются насильно переселёнными иностранцами, но если не говорить об их судьбе, они уже давно могли воспользоваться возможностями, и вернуться к себе на родину».
Немецкие власти быстро сообразили, что польская оккупационная зона носит временный характер, и некоторое время ждали, не оказывая давление на поляков, когда те уйдут. И если в Мачкове ещё было вполне спокойно, то поляки, поселившиеся в других местах, сталкивались с различными проявлениями ненависти. Так было, например, в деревне Ашендорф, где на площади перед церковью был вывешен список 35 немецких женщин, записанных венерическими пациентками, потому что они поддерживали отношения с поляками. Этого нельзя было простить, и во второй день польские солдаты вытащили на улицу шесть немцев, сторонников закона о чистоте нацистского немецкого государства. Их всех избили. Седьмой немец убежал, и польский солдат не смог его догнать. Второй опасный инцидент произошёл в городе Фререн. Бывшие узники концлагерей сожгли дом ортсгруппенляйтера НСДАП, Эйлерта. Это была месть за смерть польского военнопленного.
Официально немцы и поляки держались на расстоянии. После переживаний войны, вероятно, вряд ли можно было мыслить иначе. Когда два польских лейтенанта хотели жениться на немецких женщинах в 1947 году, их арестовали, а затем против их воли отправили обратно в Польшу . Акты мести принудительных рабочих против их прежних «владельцев» были редкими. Однако случались налёты на фермы, кражи велосипедов, незаконная вырубка деревьев, хищение цыплят или фруктов. В военное время и в послевоенный период брак требовал разрешения начальства. И командование дивизии строго выступало против браков польских солдат с немецкими женщинами. Существует явное свидетельство того, что с браками боролись, но в военном дневнике 1-й бронетанковой дивизии нет доказательств, что отношения между польскими солдатами и немками преследовались как дисциплинарный проступок.
В середине 1947 года немецкая полиция сделала сомнительную уголовную статистическую выборку, чтобы дискредитировать полномочия польских властей. В то время Эмсланд был заполнен толпами перемещённых немцев с восточных территорий, перешедших под польскую юрисдикцию, что усугубляло ситуацию. После депортации, проведённой PKWN, эти люди снова попали в подчинение к польским властям, поэтому они с готовностью поддержали антипольскую кампанию.
В то же время на всей территории Эмсланда по-прежнему охраняются польские могилы на кладбищах, создаются местные музеи, посвящённые временам польской оккупации, и даже приглашаются на совместные торжества рождённые в Харене поляки и выпускники польских школ, открытых в Харене. И это с большой долей вероятности показывает, что во время польской оккупации всё было не так уж плохо.

## Польское образование в зоне оккупации

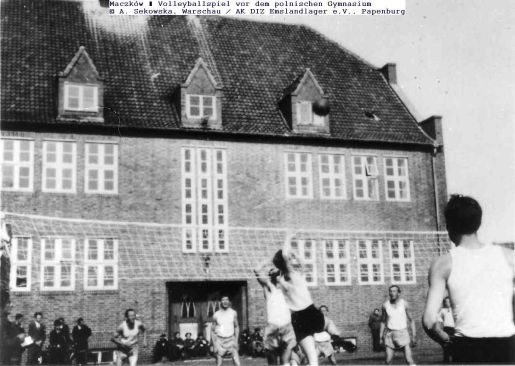
Польская школа в Мачкове

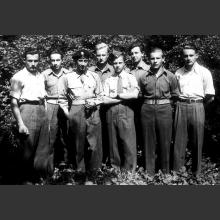
Польские школьники в Мачкове (среди них Юзеф Шайна). Выпуск 1947 года

Ассоциация польских школ покровительствовала школам не только в Мачкове, но и координировала работу польских школ по всей Германии, находившейся под оккупацией стран Запада. В Мачкове были открыты несколько начальных школ, средняя школа, лицей и польская технологическая гимназия. В городе был основан народный университет. Создано несколько польских детских садов.
По окончании войны множество людей искали возможность получить или закончить своё образование. Для многих это был вообще первый контакт со школой. Принималось во внимание, что образование поможет найти хорошо оплачиваемую работу. Образовательные учреждения поддерживались и британскими оккупационными властями, и UNRRA, и 1-й польской бронетанковой дивизией.
В короткое время в Мачкове открылись детский садик, две начальные школы, гимназия, лицей и техническое училище, а также народный университет. Директором гимназии и лицея стал Тадеуш Новаковский. Одним из учителей был Тадеуш Новаковский, ставший в будущем известным эмигрантским писателем, автором автобиографической повести о Мачкове «Obóz wszystkich świętych», опубликованной в Париже в 1957 году (немецкое издание «Polonaise Allerheiligen» вышло в Кёльне в 1960 году). Первые наброски этого произведения были написаны ещё в Мачкове, в найденном немецком ежедневнике.
В начальной школе училось 350 учеников, в гимназии и лицее — 268. Учебная программа и лекции включали гуманитарные и точные науки, польский язык, историю, географию, химию, математику и религию. Венцом обучения в гимназии и лицее было получение аттестата зрелости.
Уровень занятий был очень высоким, гимназия и лицей в Мачкове привлекали учеников издалека. Желающие со всей Германии пытались поступить в эти заведения (гимназия имела мужское и женское общежития). Аттестат зрелости из Мачкова также рассматривался как входной билет в университеты Германии и Европы. Однако после многих лет войны и трагического опыта было нелегко стать отличным учеником.

Мы хотели учиться и компенсировать потерянные годы войны, — вспоминал художник, бывший заключённый Аушвица Юзеф Шайна (Мачков, школьный экзамен, 1947). Я не был хорошим учеником. То, что делали другие за 40 минут, я должен был делать минимум 4 часа. Появились комплексы, неуверенность в себе увеличилась. Мне показалось, что длительное пребывание в концлагере убило во мне возможность сосредоточиться на учебных дисциплинах (…). Здание этой школы существует до сегодняшнего дня. Нашими учителями были довоенные педагоги — бывшие узники офицерских лагерей — в основном из Мурнау. Требования к обучению были высокими, а уровень учащихся был совершенно иным. Хотя церковь была очень большой, и каждое воскресенье мы ходили на мессу, мы не могли рассчитывать на помощь Бога. Взрослые солдаты, партизаны и девочки-участницы Варшавского восстания боялись экзаменов (…)— 
Народный университет пользовался большим интересом сообщества DPs. 150 DPs участвовали в занятиях по истории, географии, технике и других классах. Велико было желание учить иностранные языки, особенно английский, полезный в случае дальнейшей эмиграции (эти занятия проводили два учителя и в них приняло участие 200 DPs).
Со временем Эмсланд стал основным центром польского образования в Германии. В Мачкове была расположена штаб-квартира Третьего школьного округа, его главой был Щепан Циммер. Он обладал полномочиями куратора образования и определял содержание учебной программы в сотрудничестве с региональными школьными центрами.
Репатриация в Польшу и дальнейшая эмиграция в западные страны привели к сокращению числа учащихся и постепенному закрытию польских школ. На рубеже 1948/49 учебного года школы перестали работать.

Всё было великолепно организовано, — вспоминает Эва Лелла, которая после освобождения из оберлангенского лагеря, где находилась как участница Варшавского восстания, посещала гимназию в Мачкове, а в 1988 и 1994 годах вместе с Юзефом Шайной организовывала встречи выпускников мачковских школ в Польше. — У нас были великолепные учителя, многие из нас могли дополнить образование, закончили учёбу. Солдаты дивизии окружили нас большой заботой— 
В начале сентября 1945 года в Мачкове был открыт Польский лицей. Со всех концов Европы бедные беженцы и партизаны стремились туда для получения знаний, несмотря на трудные условия: не хватало учебников, приходилось сидеть за детскими партами либо стоять на коленях.
Школа стала сердцем Мачкова. Дети и подростки должны были получать приемлемое образование. В Мачкове была основана польская ассоциация учителей, которая создала несколько начальных школ в Эмсланде. Молодым солдатам, таким как Норберт Гавроньский, практически разрешили присоединиться к польской армии, чтобы они могли посещать школу и учиться. Учебники были доставлены польским правительством в изгнании в Лондоне и оплачены англичанами. «Мы потеряли четыре года, — говорит пани Лер-Сплавиньская, — теперь пришло время снова учиться».
Занятия проходили после обеда. Ученики были из различных групп населения: солдаты 1-й бронетанковой дивизии, парашютной бригады, бывшие военнопленные, гражданские перемещённые лица. Разница в возрасте учеников была гротескной. Многих из них преждевременно вырвала война из режима молодой жизни, они были вынуждены расти и бороться не только за идеи, но и за существование. Значительные трудности в управлении школой вызывали частые отлучки учителей и учеников, вызванные поездками в Польшу, Италию и Англию. Тем не менее, работа продолжалась, и после перерыва, вызванного наводнением 15 марта 1946 года, первый учебный год был успешно завершён. В результате работы за год 33 выпускника покинули школу.
Новый учебный год, который начался 2 апреля, внёс изменения в педагогический состав и привёл к снижению численности учеников. Тёплый сезон года и перспектива неминуемых экзаменов на аттестат зрелости приближались с каждым днём обучения. Было создано Общество по научным и социальным вопросам, выпускавшее журнал «Głos Młodzieży».
После долгих каникул, вызванных необходимостью пополнить учительский состав, уроки начались 1 августа. Директором средней школы был Эдмунд Грачик. За последние месяцы до конца года возникли большие трудности из-за осенних поездок в Польшу преподавателей химии и немецкого языка, которые с трудом нагнали отставание в курсе до конца года. 52 абитуриента сдавали экзамен на аттестат зрелости. Это было результатом работы двух школьных лет, пройденных за один год. 46 учеников получили аттестат об окончании средней школы. Выпускники оставляли школу с сожалением, так как польское учреждение было важным элементом их воспитания. Они уходили из школы, желая увидеть как можно больше молодых людей в её стенах, которые хотели бы вернуть утраченные годы войны. Для всех, независимо от того, будут ли они учиться или работать, в Польше или за рубежом, аттестат, полученный в средней школе Мачкова, являлся первым шагом на пути к независимости и зрелости.

## Прекращение существования польской зоны оккупации
Черчилль охотно согласился предоставить Польской армии статус оккупационных сил, потому что ему пришлось перебросить некоторое количество британских войск в Азию, где продолжалась война с Японией. Британцы отправились в Азию, и в это время поляки должны были наблюдать за немцами.
Новые власти в Польше желали как можно более широкой репатриации военных беженцев. Политическая ситуация в стране, смена границ и потеря домов, связанных с ней, вызвали у многих поляков очень подозрительное отношение к этим призывам. Сначала они решили отложить своё возвращение на время, чтобы полностью отказаться от него потом. После признания Великобританией правительства в Варшаве летом 1945 года все западные союзники пытались оказать давление на поляков, чтобы те вернулись в Польшу. Массы беженцев были не только политической проблемой, но и экономической. На этом фоне споры также имели место в польской среде. Они осознавали потребности разрушенной страны, скучали по дому, но, с другой стороны, коммунистическое правительство, а также политика Станислава Миколайчика, бывшего премьер-министра правительства в изгнании, а теперь заместителя премьер-министра в Варшаве, не получили широкого признания. Однако поляки должны были принимать во внимание общие изменения в политике в отношении оккупированной Германии. В последующие годы большинство польских жителей Мачкова воспользовались возможностью дальнейшей эмиграции.
Весной 1947 года британское правительство предложило польским солдатам возможность поселиться в Британии. Польский Корпус расселения в Англии служил организацией для устройства бывших польских союзников. 1-я бронетанковая дивизия была выведена из Мачкова, она была распущена 30 мая.
После отставки Черчилля поднялся вопрос об эвакуации поляков из Германии. Осенью 1946 года польские солдаты начали покидать Эмсленд. Они были доставлены в Британию и постепенно принуждены к демобилизации. Лишённые поддержки армии, польские гражданские лица стали жертвами настойчивого британского и немецкого давления, что вынуждало их покинуть Германию. Наконец, через два года, только в 1948 году последние поляки покинули Эмсленд, а польские жители во время британской операции «Carrot» переселены в Польшу или выехали вслед за солдатами. Около половины из почти 20 000 служащих польских оккупационных войск, дислоцированных в Германии, отправились в Великобританию. Другая половина вернулась в Польшу. Осталось всего несколько человек в Германии. В сентябре 1945 года был принят новый указ о гражданстве Польши. Те, кто не вернулся на родину, были лишены польского гражданства. В результате многие искали убежища в Великобритании, Нидерландах, Франции и Соединённых Штатах.
С осени 1946 года польская армия стала покидать Мачков. В сентябре 1947 года британские оккупационные власти официально передали власть в городе в руки немцев. 6 сентября 1947 года немецким жителям были возвращены 163 из 514 домов города. В последующие месяцы всё больше поляков покидали город. Последняя польская семья покинула Мачков в августе 1948 года. 10 сентября 1948 года город снова стал немецким.
После возвращения в свои дома жители подавали жалобы на отсутствие части вещей и пропажу некоторых предметов инвентаря. Общая сумма ущерба оценена более чем в 8 млн марок. Её выплачивало уже созданное в 1949 году правительство ФРГ.
Часть поляков Мачкова осталась в ФРГ, некоторые уехали в другие страны в эмиграцию. Основными местами, где поселились бывшие жители польской зоны, были Австралия, Канада, Палестина/Израиль и США.
21 июня 1948 года польский священник завершил своё последнее официальное богослужение. С 4 августа 1948 года Мачков снова стал Хареном. 10 сентября 1948 года из города выехали последние 32 польские семьи. В церкви св. Мартина прошла благодарственная служба. Торжественным шествием, под звон колоколов, немцы вошли в опустевший Мачков, само это название было немедленно отвергнуто с отвращением.

## Память о польской зоне оккупации
«Ущерб от оккупации», в частности потеря мебели в занятых домах, составила около 8,5 млн марок. Название Харен снова появилось на карте. Одна поговорка повторяется в Харене с 1948 года и по сей день: «Gott schütze unser Haren vor neuen Polenscharen» («Боже, защити наш Харен от новых орд поляков»).
Немногие жители могли позволить себе более широкие воспоминания. Нацистский период был быстро вытеснен из памяти, немцы не помнили (или не хотели вспоминать) о концентрационных лагерях для пленных и их заключённых, об использовании сотен иностранных подневольных рабочих в домашних хозяйствах. Этому подходу способствовал тот факт, что в Эмсланде практически никаких значительных военных операций не происходило, о трагедии завоёванных и оккупированных стран там слушали неохотно, поскольку для среднего жителя война была где-то «там».
По мнению многих жителей, появление множества DPs после Второй мировой войны и необходимость для немцев покинуть дома и квартиры рассматривалось как несомненное начало противостояния. Из этого периода происходят все негативные предрассудки в отношении этой группы людей. Им были приписаны худшие черты, их обвиняли в кражах, изнасилованиях или грабежах. Научные исследования в 90-х годах XX века не подтвердили реальность этих предрассудков. Однако они показали, насколько легко было в первые годы после 1945 года поверить в слухи, распространявшие ложную информацию.
Все польские следы были удалены из городского пространства. Польские информационные таблички исчезли, старые названия улиц были восстановлены, надписи были закрашены, ни одна мемориальная доска не упоминала о польском эпизоде в истории города.
Только к началу 1990-х годов эта ситуация немного изменилась. Город на Эмсе посетили его временные польские жители. Беседы с немцами были сначала трудными, но это препятствие было преодолено с течением времени.
Сегодня граждане Харена, как правило, не сомневаются, что поляки, жертвы войны, пришли в Эмсленд не по собственному выбору, а были принуждены к этому в силу исторических обстоятельств. В течение нескольких лет были организованы встречи со свидетелями событий. Важную роль здесь играет местная средняя школа, ученики которой решили познакомиться с этой частью истории своего города. СМИ заинтересовались историей польского анклава. Созданы документальные фильмы, появились статьи во общегерманской прессе. Консульство Польши в Гамбурге и местные власти позаботились о польских могилах. Вскоре будет создан центр документации периода польской оккупации в послевоенной истории города.
История Мачкова наконец-то стала частью послевоенной истории Харена. Планируемый центр вскоре может стать важным культурным учреждением, которое инициирует исследования и поддержит память поляков и их судьбу в этой части Германии.